# Bruno Pischiutta
Bruno Pischiutta (* 23. August 1947 in Codroipo) ist ein kanadisch-italienischer avantgardistischer Regisseur, Autor und Darsteller.

## Leben
Pischiutta schloss nach dem „Istituto dell'Arte Dramatico“ in Triest auch an der dortigen Universität 1971 in Literatur und Philosophie ab und zog nach Rom, wo er sich als Regisseur, Darsteller und Autor des Avantgardetheaters und experimenteller Formen etablierte. 1973 gründete er die Theaterschule „Centro Iniziative Azione Culturale“ (CIAC), für die er auch unter dem Pseudonym Fred Ballantine zwei Filme inszenierte, in denen viele der Schüler dieser Einrichtung zu sehen waren und deren Versuch, avantgardistische Elemente mit traditionellen Formen zu mischen, in nur wenigen Kopien in die Kinos kam. Auch sein drittes Werk, 1980 als The Comoedia nach Dante Alighieri entstanden, war kaum in Italien zu sehen, gewann jedoch einen Preis beim New Yorker Film & TV Festival. Für die Bühne schrieb, spielte und inszenierte er 1975 in Sotto processo, ein zweistündiges Solostück, mit dem er das politische Theater in Italien stark entwickelte.
1983 emigrierte Pischiutta nach Kanada, wo er Toronto Pictures gründete, deren Nachfolger er bis heute vorsteht. Mit ihr produziert er seither Fernsehfilme und war einer der ersten, die für das Pay-TV arbeiteten. Daneben leitet er Kurse zum Filmemachen und fördert u. a. Projekte in Ghana. 2013 leitete er das Brasov Film Festival.
Seit 1987 kanadischer Staatsbürger ist Pischiutta mit der Ausstatterin Olga Cechova verheiratet, mit der er ein Kind hat.

## Filmografie (Auswahl)
- 1977: Compagne nude
- 1978: Ultimo incontro a Venezia
- 1980: The Comoedia
- 2013: Brasov: Probably the Best City in the World (Dokumentarfilm)